# تريجيكون
شركة تريجيكون ، تُصمم وتُوزع أجهزة التصويب للأسلحة النارية ، بما في ذلك المسدسات والبنادق والبنادق الصيد . تتخصص تريجيكون في البصريات ذاتية الإضاءة ومناظير الرؤية الليلية ، باستخدام إضاءة التريتيوم منخفضة الطاقة، والألياف الضوئية المُجمِّعة للضوء، ومصابيح الموفرة التي تعمل بالبطاريات . 
بالإضافة إلى ذلك، تُعد شركة تريجيكون متعاقدًا مع الجيش الأمريكي ، وتُورّد مناظير الرماية البصرية القتالية المتقدمة (ACOG) ومناظير الانعكاس أر أكس01. تتوفر مناظير اكوج ورفليكس وتراباور وأكسوبوينت ومناظير الرؤية الليلية للأسواق العسكرية وهيئات إنفاذ القانون والمدنية.
اسم الشركة "تريجيكون" مُشتق من دمج " التريتيوم "، وهو نظير مشع للهيدروجين ، وهو العنصر الأساسي المُستخدم في تقنية إضاءة شبكانيات الشركة، و" أيقونة " التي تعني صورة؛ وقد أُضيف الحرف الساكن "ج" لدمج الكلمتين في كلمة واحدة مركبة . إضافةً إلى ذلك، يُحاكي حرف "إيجي" في اسم الشركة تصميم "النقاط الثلاث" لمُشاهدات "برايت آند تاف" الليلية التي كانت تُصنع عند تغيير اسم الشركة عام ١٩٨٥.

## أنظر أيضاً
- ايمبوينت AB
- إي أو تيك
- تقنيات البصريات ELCAN
- اي تي ال مارس

## روابط خارجية
- الموقع الرسمي
- Trijicon AccuPoint, Shooting Times magazine